# Amy Madigan

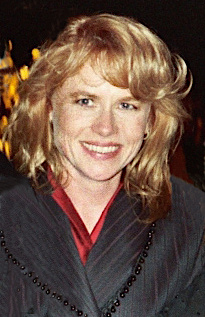
Madigan im Jahr 1989

Amy Madigan (* 11. September 1950 in Chicago, Illinois) ist eine US-amerikanische Schauspielerin.

## Leben und Leistungen
Madigan studierte Philosophie an der Marquette University, Klavierspiel am Chicago Conservatory und Schauspiel am Lee Strasberg Theatre and Film Institute. Sie debütierte in einer Folge der Fernsehserie Hart aber herzlich aus dem Jahr 1981. Im Filmdrama Liebe hinter Gittern (1982) spielte sie die Hauptrolle der Strafgefangenen Terry Jean Moore, die sich in einen Gefängniswächter verliebt und ein Kind von ihm bekommt. Für diese Rolle wurde sie im Jahr 1983 für den Golden Globe Award als Beste Nachwuchsdarstellerin nominiert. Die Nebenrolle an der Seite von Gene Hackman im Liebesdrama Zweimal im Leben (1985) brachte ihr 1986 die Oscar-Nominierung und die zweite Golden-Globe-Nominierung. In der Komödie Der Prinz von Pennsylvania (1988) spielte sie an der Seite von Fred Ward und Keanu Reeves, für diese Rolle wurde sie 1989 für den Independent Spirit Award nominiert.
Im Fernsehdrama Eine Frau klagt an (1989) spielte Madigan neben Holly Hunter. Für diese Rolle wurde sie im Jahr 1989 für den Emmy Award nominiert und gewann im Jahr 1990 den Golden Globe Award. Im Jahr 1998 wurde sie für ihre Rolle im Filmdrama Mißbrauchte Liebe (1997) mit William Hurt und Sean Penn erneut für den Independent Spirit Award nominiert. Die Rollen im Kriegsdrama A Bright Shining Lie – Die Hölle Vietnams (1998), im Filmdrama Just a Dream (2002) und in der Fernsehserie Carnivàle (2003 bis 2005) brachten ihr jeweils eine Nominierung für den Golden Satellite Award.
Madigan trat im Los Angeles Theater Center in dem Theaterstück Stevie Wants To Play The Blues auf, wofür sie den Drama Logue Award gewann.
Madigan heiratete im Jahr 1983 Ed Harris, mit dem sie eine im Jahr 1993 geborene Tochter hat.

## Filmografie (Auswahl)
- 1981: Hart aber herzlich (Hart to Hart, Fernsehserie, Folge 2x11 Ausgebootete Mörder)
- 1982: Liebe hinter Gittern (Love Child)
- 1983: The Day After – Der Tag danach (The Day After)
- 1984: Straßen in Flammen (Streets of Fire)
- 1985: Zweimal im Leben (Twice in a Lifetime)
- 1985: Der Waschsalon (The Laundromat)
- 1987: Die Unbarmherzigen (Nowhere to Hide)
- 1988: Der Prinz von Pennsylvania (The Prince of Pennsylvania)
- 1989: Eine Frau klagt an (Roe vs. Wade, Fernsehfilm)
- 1989: Feld der Träume (Field of Dreams)
- 1989: Allein mit Onkel Buck (Uncle Buck)
- 1993: Stark – The Dark Half (The Dark Half)
- 1994: Frasier (Fernsehserie, Folge 2x04)
- 1994: Ich lass’ dich nicht allein (And Then There Was One, Drama)
- 1996: Female Perversions – Weibliche Perversionen (Female Perversions)
- 1997: Mißbrauchte Liebe (Loved)
- 1998: A Bright Shining Lie – Die Hölle Vietnams (A Bright Shining Lie, Fernsehfilm)
- 2000: Pollock
- 2000: A Time For Dancing
- 2002: The Laramie Project
- 2002: Just a Dream
- 2003–2005: Carnivàle (Fernsehserie, 24 Folgen)
- 2004: The Ranch (Fernsehfilm)
- 2005: Ein Winter in Michigan (Winter Passing)
- 2006: The Path to 9/11 – Wege des Terrors
- 2007: Criminal Minds (Fernsehserie, 2 Folgen)
- 2007: Gone Baby Gone – Kein Kinderspiel (Gone Baby Gone)
- 2008–2009: Grey’s Anatomy (Fernsehserie, 9 Folgen)
- 2009: Emergency Room – Die Notaufnahme (ER, Fernsehserie, 2 Folgen)
- 2010: Law & Order (Fernsehserie, Folge 20x16 Innocence)
- 2010–2011: Fringe – Grenzfälle des FBI (Fringe, Fernsehserie, 3 Folgen)
- 2010: Once Fallen – Einer wird verlieren! (Once Fallen)
- 2011: That’s What I Am
- 2011: Memphis Beat (Fernsehserie, Folge 2x1)
- 2013: Sweetwater – Rache ist süß (Sweetwater)
- 2013: The Lifeguard
- 2014: Shirin in Love
- 2014: Frontera
- 2016: Buried Child
- 2016: Sensitivity Training
- 2016: How to Get Away with Murder (Fernsehserie, Folge 3x02)
- 2017: Stuck
- 2017: Grey Lady
- 2017: A Crooked Somebody
- 2018: American Woman
- 2018: Ice (Fernsehserie, 24 Folgen)
- 2019: The Last Full Measure
- 2020: The Hunt
- 2020: Penny Dreadful – City of Angels (Fernsehserie)
- 2021: Antlers
- 2025: Rebuilding
- 2025: Weapons – Die Stunde des Verschwindens (Weapons)